# Férel
Férel (Ferel trong tiếng Bretagne) là một xã ở tỉnh Morbihan trong vùng Bretagne tây bắc Pháp. Xã này có diện tích 28,9 km², dân số năm 1999 là 2050 người. Khu vực này có độ cao từ 0-52 mét trên mực nước biển.
Cư dân của Férel danh xưng trong tiếng Pháp là Férélais.